# .nr
.nr je internetová národní doména nejvyššího řádu pro Nauru.